# Cape Cod
Cape Cod is een schiereiland aan de kust van Massachusetts. Eigenlijk is het nu een eiland omdat een kanaal het scheidt van het vasteland. Over het kanaal liggen twee bruggen voor het wegvervoer en een brug voor het spoorvervoer.
Cape Cod betekent Kaap Kabeljauw. Het schiereiland kreeg deze naam van de Europeanen in de vroege 17e eeuw, toen er nog geen sprake van kolonisatie was. Er waren toen behalve bij Newfoundland ook al rijke visgronden van kabeljauw bekend in de buurt van Cape Cod. Ieder jaar kwamen er grote vissersvloten uit Europa om hier te vissen. Later bleven sommige vissers het hele jaar aanwezig en vestigden ze zich op Cape Cod.  Er is nog commerciële visserij, maar die heeft het moeilijk doordat door overbevissing er weinig kabeljauw is overgebleven. Door zeebiologen wordt zelfs gevreesd dat de kabeljauw zich hier niet meer kan herstellen.
Toerisme is de belangrijkste inkomstenbron, o.a. door de uitgestrekte zandstranden die 's zomers veel vakantiegangers trekken uit het naburige New York en Boston.
Bekende producten van Cape Cod zijn veenbessen, oesters en kreeften.

## Geboren op Cape Cod
- Marnie Schulenburg (1984-2022), soapactrice

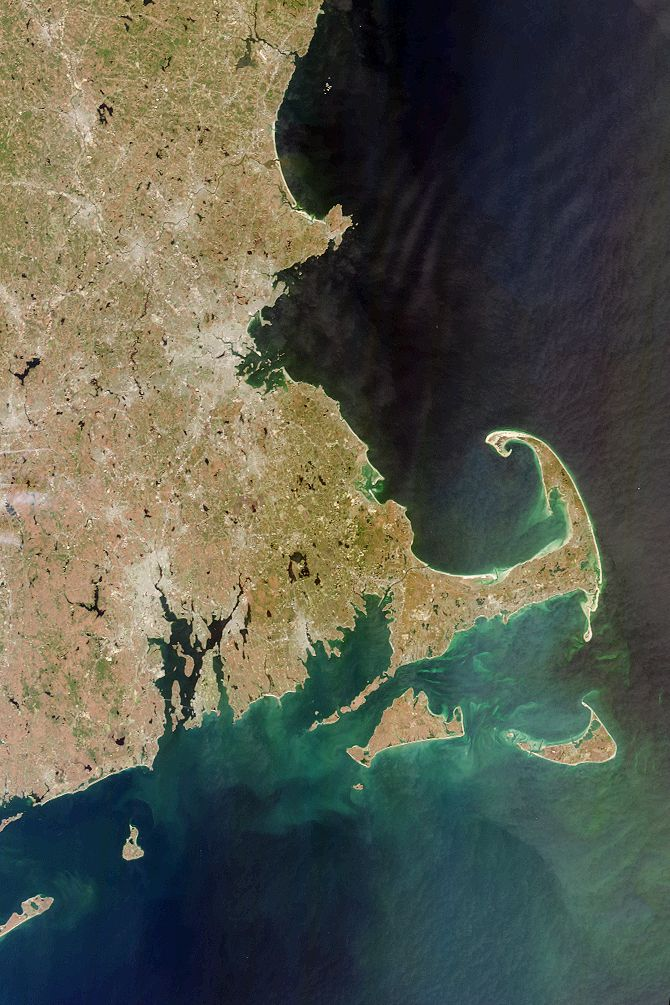
Satellietfoto
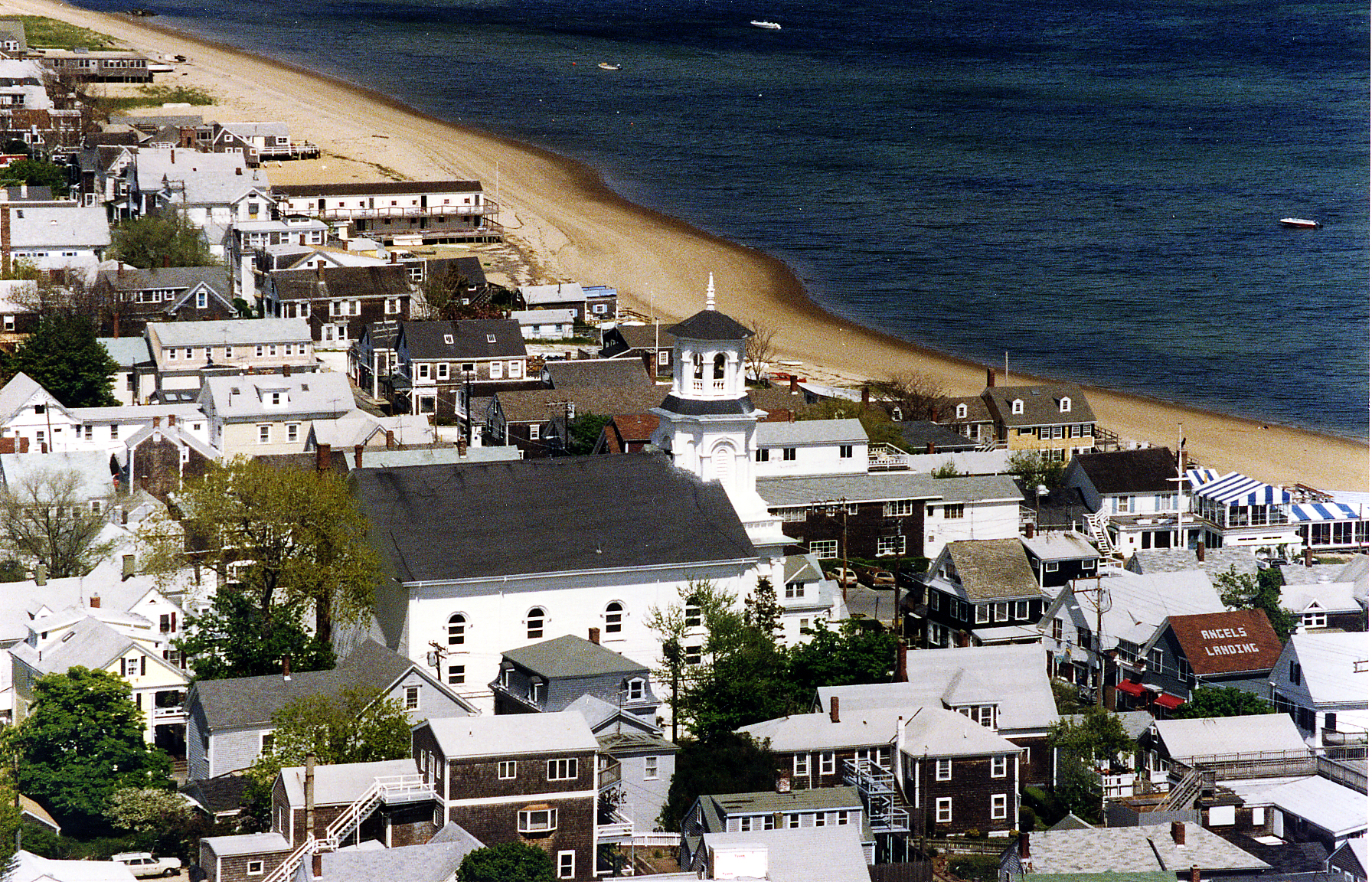
Provincetown
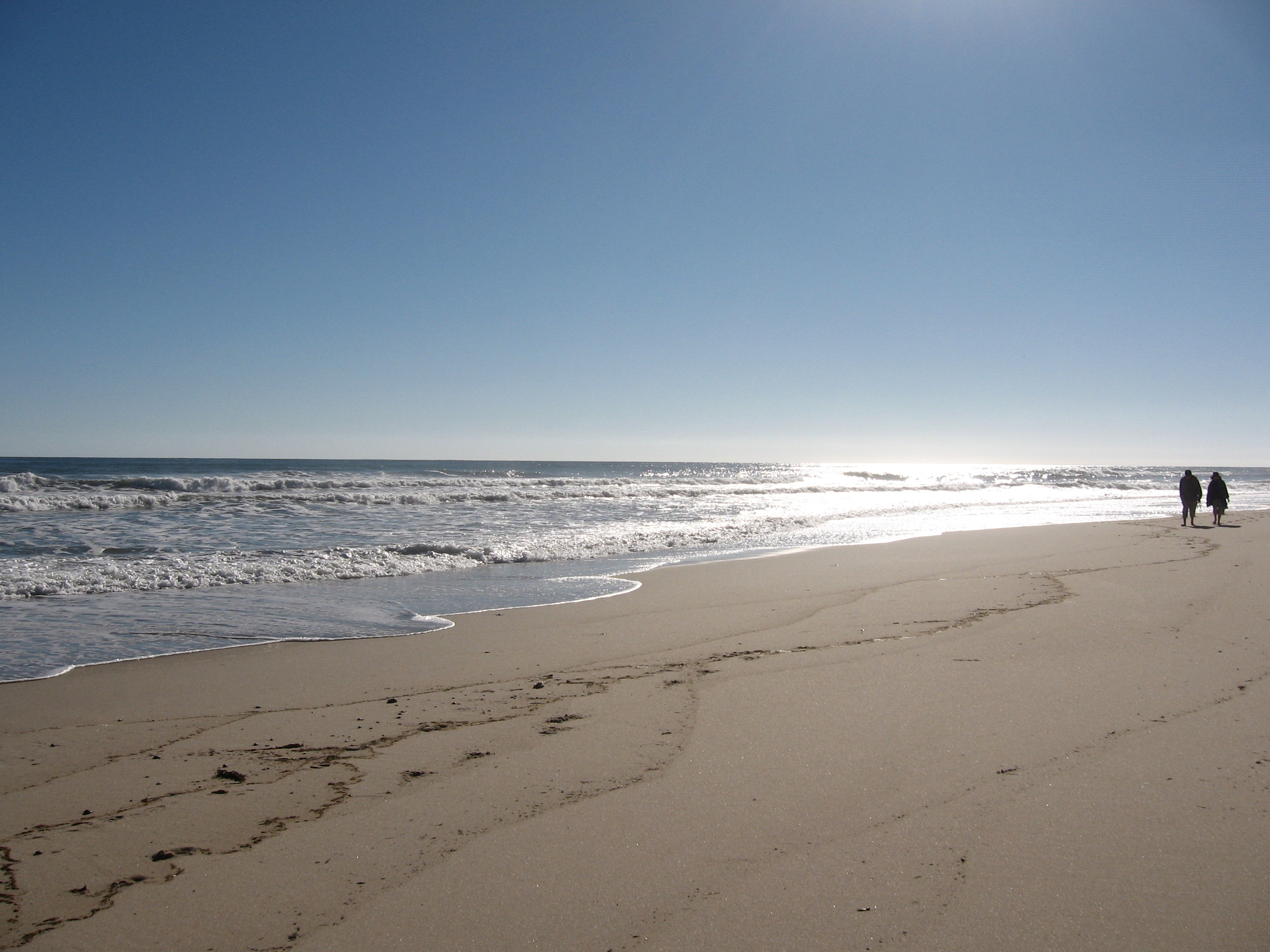
Newcomb Beach